# 伊格赖因
伊格赖因（英語：Igraine，又译作伊格兰）是亚瑟王传说中的皇室人物，也是亚瑟王的母后，尤瑟王的妻子。她的名字来源自法语与威尔士语，初次登场于托马斯·马洛李所著作的文献《亚瑟之死》中。
实际上，她最初的丈夫是康沃尔公爵（Duke of Cornwall）、实名为格洛斯（Gorlois），并与其育有三个女儿，分别是伊莱恩、摩高斯以及摩根勒菲。
由于尤瑟王一直深爱着伊格赖因，而打算将她占为己有，于是在谋士梅林的帮助下，尤瑟装扮成康沃尔公爵的模样，与不知情的伊格赖因同床共枕。后来为除后患，便令伊格赖因的丈夫康沃尔公爵常年征战于沙场，自己好有机可趁。直到康沃尔公爵战死沙场后，便迎娶伊格赖因成为了自己的正妻，使她名正言顺的成为了卡美洛王国的王后，并生下了儿子亚瑟。